# Janina Lin Otto
Janina Lin Otto, geborene Tomaszewska, (* 1985 in Hamburg) ist eine deutsche Unternehmerin und Stifterin. Sie ist mit Benjamin Otto verheiratet.

## Leben
Otto wuchs in Schleswig-Holstein auf und studierte von 2005 bis 2010 an der Christian-Albrechts-Universität zu Kiel Betriebswirtschaftslehre mit Schwerpunkt Marketing und Nebenfach Jura. Den Abschluss als Diplomkauffrau erreichte sie mit einer Diplomarbeit über die Wertschätzung von Lebensmitteln in Deutschland.
2011 gründete Janina Lin Otto das Unternehmen Frau Ultrafrisch und führte zunächst ein Bistro mit Cateringservice in Hamburg-Winterhude, bis sie dann gefriergetrocknete Lebensmittel in Pulverform im Handel vertrieb, die ohne Zusatz von Streckmitteln und Konservierungsstoffen eine ausgewogene Ernährung unterstützen sollen. Heute setzt sie sich für Aufklärung im Lebensmittelbereich ein.
2018 gründete sie mit ihrem Ehemann Benjamin Otto die Holistic Foundation. Die Stiftung unterstützt nach eigenen Angaben ganzheitliche Lösungsansätze in den Bereichen Lernen, Wohlbefinden, Berufung und Umwelt. Ziel sei es, Menschen als Individuen und in der Gemeinschaft zu inspirieren und zu unterstützen, ihren eigenen Weg zu gehen und Lösungsansätze für die Herausforderungen der aktuellen Generation zu entwickeln. Die Holistic Foundation hat das #WirVsVirus Umsetzungsprogramm so wie den Hackathon #wirfürschule unterstützt.
Seit November 2021 hält sie einen Sitz im Kuratorium der Werner Otto Stiftung sowie der RTL-Stiftung Wir helfen Kindern.
Benjamin und Janina Lin Otto sind Eltern und leben auf einem Bauernhof.